# Поджіо Олександр Вікторович
Олекса́ндр Ві́кторович По́джіо (15 (27) квітня 1798, Миколаїв — 6 (18) червня 1873, Вороньки, Стародубський повіт, Чернігівська губернія) — декабрист, один із найактивніших членів Південного товариства, молодший брат Йосипа Поджіо.

## Біографія

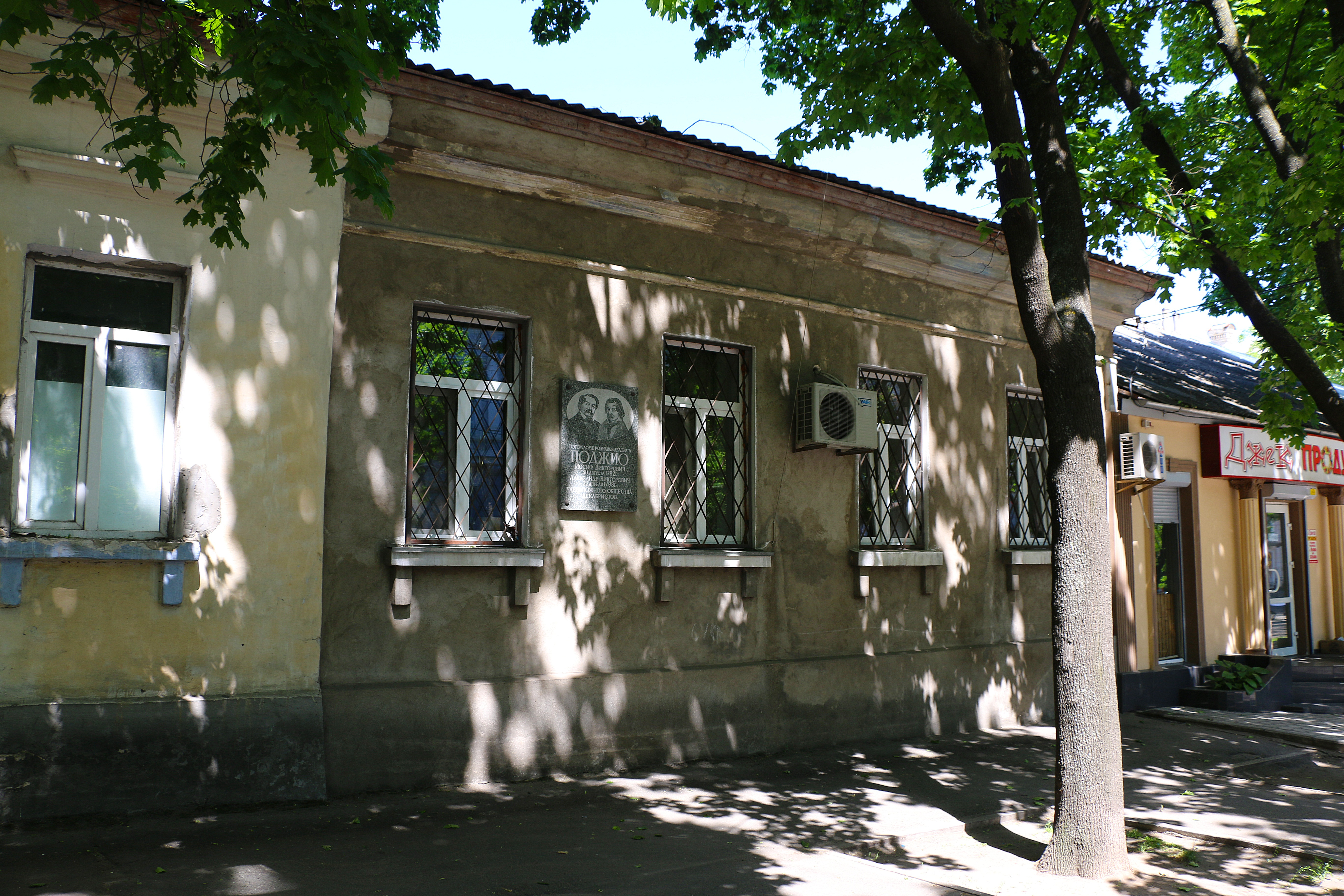
Будинок у Миколаєві, в якому у 1798 р. народився О. В. Поджіо (вул. Нікольська, 34а)

Олександр Вікторович Поджіо за походженням італієць, католик. Народився в Миколаєві, виріс і навчався в Одесі, яку вважав своєю батьківщиною. До 13 років навчався в Одеському училищі, потім до вступу на службу перебував удома.
Батько — Вітторіо Амадео Поджіо (вступив на російську службу в 1783 році). За сім років на російській службі батько Поджіо дійшов до обер-офіцера, що надавало право на отримання спадкового дворянства. В 1809 році В. А. Поджіо придбав маєток (Янівка Чигиринського повіту Київської губернії) з 429 душами кріпаків і став поміщиком.
Мати — Магдалена Кватроккі.
1 березня 1814 року Олександр Поджіо приїхав до Петербурга, вступив на службу підпрапорщиком. Цього ж року зарахований до лейб-гвардії Преображенського полку. У Петербурзі відвідує лекції з природного права професора О. П. Куніцина. Виявляє неабиякий інтерес до філософії та політичних наук.
1815 — портупей-поручник. 1816 — прапорщик. 1818 — підпоручик. 1820 — поручник. 1823 — штабс-капітан, переведений до Дніпровського піхотного полку майором. 1825 — звільнений у відставку в чині підполковника.
Член Південного товариства з 1823 року (принятий В. Л. Давидовим у січні в Києві), але його зближення з таємними організаціями розпочалося в 1820 році, в 1821 він був умовно прийнятий до Союзу благоденства М. С. Луніним, 1822 виконував доручення керівників Північного товариства. До таємного товариства Поджіо вступив з ідейних переконань. Він критикував політику Олександра I в Європі, конвенцію Священного союзу 1820 року про право військової інтервенції проти країн, яким загрожувала революція, критикував нещиру політику Олександра I щодо грецького визвольного руху, а також внутрішню реакцію (введення військових поселень, придушення Чугуївського повстання). З 1823 року — прихильник республіки. В 1823 році стає активним членом Північного товариства. Виконував роль посередника між товариствами. Сприяв створенню осередка Південного товариства у Петербурзі (весна 1824), до складу якого увійшли Матвій Муравйов-Апостол, Іван Анненков, Федір Вадковський, Петро Свистунов. Був прихильником зняття Микити Муравйова з поста керівника Північного товариства. У вересні 1824 року сталася зустріч Поджіо з Павлом Пестелем, яка справила великий вплив на погляди і поведінку Поджіо. Будучи членом Кам'янської управи, він цілком поділяв усі програмні і тактичні положення Південного товариства. Після арешту Павла Пестеля та Олексія Юшневського (13 грудня 1825 за старим стилем) Поджіо запропонував план визволення заарештованих і повстання на Півдні 19-ї піхотної дивізії (де служив Сергій Волконський) і Чернігівського полку, себе запропонував на роль царевбивці. Його план був схвалений Кам'янською управою, але 26 грудня Поджіо дізнається про відмову Волконського брати участь у повстанні.
Заарештований 3 січня 1826 року. Засуджений Верховним кримінальним судом за першим розрядом до смертної кари відсіченням голови. При конфірмації вироку Миколою I смертну кару було замінено довічною каторгою. 8 жовтня 1827 року відправлений до Сибіру. Покарання відбував у Читинському острозі і Петровському заводі (з 1830 року). У 1832 році — строк скорочено до 15 років, у 1835 — до 13. З 1839 року перебуває на поселенні в Усть-Куда Іркутської губернії.
В 1850 році одружився з Ларисою Андріївною Смирновою, класною дамою Іркутського дівочого інституту. У 1854 року народилася донька Варвара. Щоб якось прожити, Поджіо давав уроки, займався городництвом, невдало пошуками золота.
За амністією 26 серпня 1856 року поновлений у правах, виїхав з Іркутська в 1859 році до Псковської губернії, де оселився у свого племінника. З 1861 року управляв маєтком онука Волконських — М. С. Волконського. 30 травня 1862 року виїхав у село Вороньки (маєток С. Г. Волконського) Чернігівської губернії. З кінця 1864 року жив у Швейцарії, Флоренції. У Швейцарії зустрічався з Олександром Герценом. 1870 — родина Поджіо переїжджає до Італії. В грудні 1872 року Поджіо тяжко захворів, навесні 1873 року — на його прохання перевезений до Вороньків, де він і помер. Похований у Вороньках поряд із С. Г. Волконським, як і бажав.

## Мемуарист
Мемуарист. Зберігся автограф його «Записок декабриста». У них він називає кріпосне право лиходійським рабством, із захопленням пише про Пугачова, підкреслюючи, що той боровся проти кріпацтва, відстоював свободу, називає його великою історичною особистістю.